# 法載
法載（ほうさい、生没年不詳）は、奈良時代の唐僧。霊耀寺の僧。

## 経歴
鑑真訪日の際に供を志願し、天平勝宝5年（753年）に大伴古麻呂の船に乗って訪日した。『唐大和上東征伝』には法蔵とあるが、同一人物と見られる。